# Afri-Ski
Afri-Ski es la única estación de esquí que existe actualmente en Lesoto, localizada en el "Techo de África" (3.322 m sobre el nivel del mar), en el corazón de las montañas Maluti. Sus coordenadas son 28°49′12″S 28°43′48″E / -28.8200, 28.7300. 
Se encuentra a poco más de cuatro horas de trayecto desde Johannesburgo (Sudáfrica), atravesando los pasos de Moteng y Mahlasela. Ésta es una de las dos únicas estaciones de esquí situadas en el África Austral. 

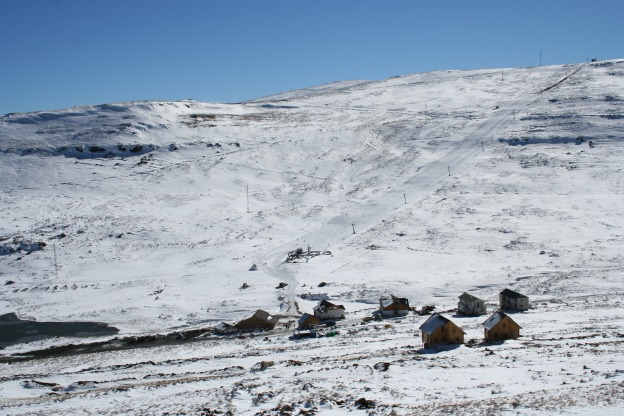
Pista de la estación.